# Manuskrypt paryski E

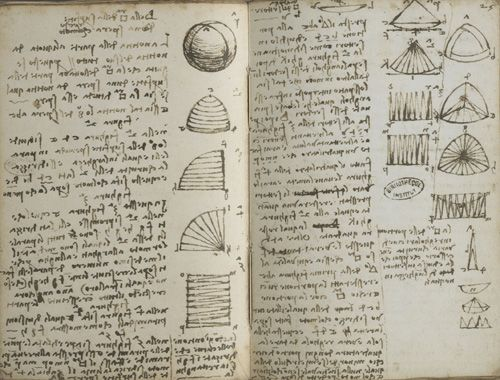
Fragment manuskryptu paryskiego E

Manuskrypt paryski E – zbiór notatek Leonarda da Vinci datowany na lata 1513–1514. Jego wymiary wynoszą 150 × 105 mm. Liczy 96 kart. Znajduje się w Institut de France.
Treść Manuskryptu paryskiego E koncentruje się na badaniach Leonarda da Vinci dotyczących teorii ciężaru (De Ponderibus) i skutków grawitacji, przedstawianych przez Jordanusa de Nemore’a i Archimedesa. Manuskrypt zawiera rysunki i pomysły projektów pomagających w osuszeniu terenów bagiennych znajdujących się na południu Rzymu oraz notatki na temat geometrii, malarstwa i rysunki ptaków w locie.
Manuskrypt pierwotnie obejmował 96 stron, jednostronnie zapisanych bez pustych stron, co może świadczyć, że rękopis powstał w krótkim czasie.